# Салемі
Салемі (італ. Salemi, сиц. Salemi) — муніципалітет в Італії, у регіоні Сицилія,  провінція Трапані.
Салемі розташоване на відстані близько 460 км на південь від Рима, 60 км на південний захід від Палермо, 34 км на південний схід від Трапані.
Населення — 10 647 осіб (2014).

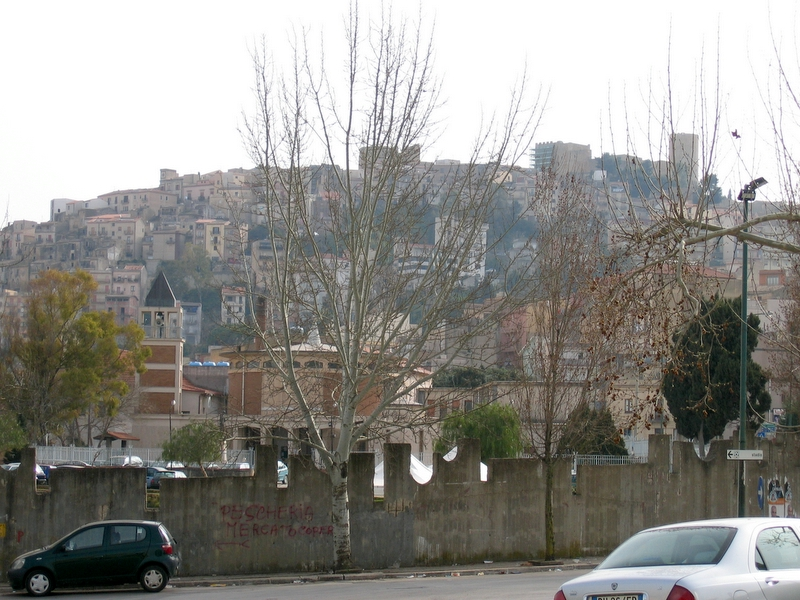

Щорічний фестиваль відбувається 6 грудня. Покровитель — святий Миколай.

## Демографія
Населення за роками:

Станом на 1 січня 2023 року в муніципалітеті офіційно проживали 592 іноземці з 35 країн, серед них 110 громадян країн Євросоюзу та 2 громадяни України.

## Сусідні муніципалітети
- Калатафімі-Седжеста
- Кастельветрано
- Марсала
- Мацара-дель-Валло
- Джибелліна
- Санта-Нінфа
- Трапані
- Віта